# Клурикон

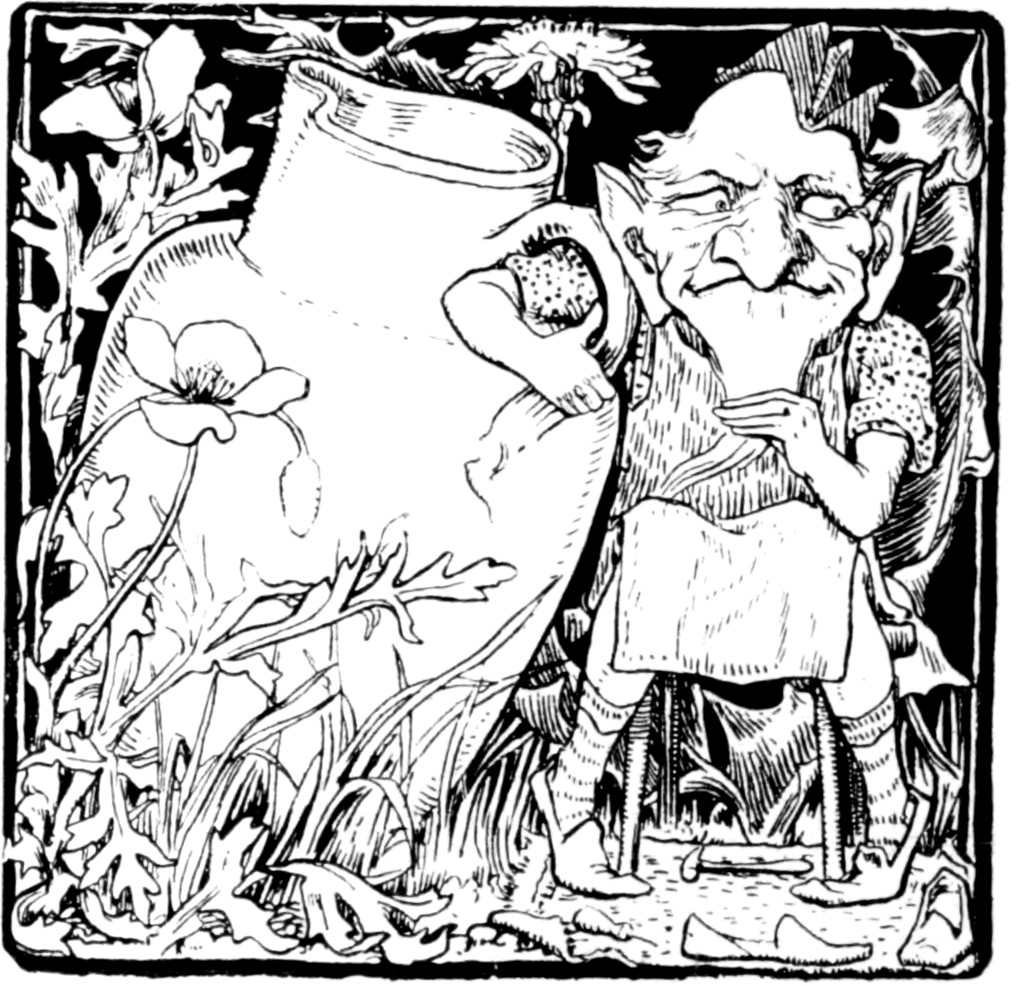
Клурикон. Иллюстрация Т. К. Крокера («Сказки и традици Южной Ирландии»)

Клурикон (clurichaun) — персонаж ирландского фольклора. Некоторые фольклористы описывают их как «ночную» форму лепреконов, решивших выпить после завершения дневных дел, а некоторые — как местную разновидность тех же лепреконов.
Клуриконы всегда пьяны и угрюмы. Во многих сказках говорится, как они катаются на овце или собаке. Если вы относитесь к ним хорошо, они защитят ваш винный погреб, а если плохо — они будут сеять хаос в вашем доме и испортят винные запасы. В некоторых сказках они действуют как духи мест, где хранится алкоголь, преследующие пьяниц или нечестных служащих, которые воруют вино, а если жертва пытается уйти от своего мучителя, клуриконы прыгают в бочку, чтобы преследовать их.